# Telerigue da Bulgária
Telerigue (em búlgaro:  Телериг) ou Telérigo (em grego medieval: Τελέριγος), foi o cã búlgaro entre 768 e 777. Embora Telerigue só apareça nas fontes bizantinas em 774, ele é considerado como sendo o sucessor imediato de Pagão, que fora assassinado em 768. 

## História
Em maio de 774, o imperador bizantino Constantino V Coprônimo embarcou em mais uma grande campanha contra a Bulgária, liderando seu exército e despachando uma frota com 2 000 navios carregando seus cavaleiros para o delta do Danúbio. A frota desembarcou nas redondezas de Varna, mas o imperador resolveu não se aproveitar da vantagem e inesperadamente recuou.
Logo depois, os dois lados assinaram uma trégua prometendo o fim das hostilidades. Porém, em outubro do mesmo ano, Telerigue enviou um exército de 12 000 homens para atacar Berzítia, na Macedônia, capturar a população e transferi-la toda para a Bulgária. Com um exército de mais de 80 000 homens, Constantino V surpreendeu os búlgaros e conseguiu uma retumbante vitória. O ataque subsequente à Bulgária só fracassou por que a frota teve que enfrentar ventos desfavoráveis no Mar Negro.
Neste ponto, Telerigue enviou secretamente um emissário a Constantino indicando sua intenção de fugir da Bulgária e buscar refúgio na corte bizantina na condição de que lhe fosse assegurada uma recepção hospitaleira. Ele pediu ao imperador que lhe indicasse quem poderia ajudá-lo na Bulgária, o que Constantino inocentemente fez. Telerigue conseguiu assim fazer com que o imperador bizantino traísse seus próprios agentes, que foram todos presos e executados. A esperada retaliação bizantina não ocorreu por que Constantino morreu em 775. A despeito do aparente sucesso, Telerigue acabou de fato fugindo para a corte do novo imperador, Leão IV, o Cazar em 777. O governo bizantino deu-lhe asilo e o título de patrício Telerigue se converteu ao cristianismo, adotou o nome de Teofilacto e se casou com uma prima da imperatriz Irene.
A compilação do século XVII dos búlgaros do Volga, Ja'far Tarikh, uma obra cuja autenticidade é disputada, apresenta Diliareque (Telerigue) como sendo o filho do antigo cã Teles (Teletzes).